# The Fateful Dark
The Fateful Dark ist das vierte Studioalbum der englischen Metalband Savage Messiah. Es erschien am 14. März 2014 über Earache Records.

## Entstehung
Im Jahre 2013 begannen die Musiker mit den Arbeiten an ihrem neuen Album. Schlagzeuger Mauricio Chamucero verließ die Band wegen Visaproblemen und wurde durch Andrea Gorio ersetzt. Die neuen Lieder entstanden gemeinsam im Proberaum der Band über einen Zeitraum von zwölf Monaten. Dabei gingen die Musiker zwischendurch regelmäßig auf Konzerttourneen.
Aufgenommen wurde The Fateful Dark in den Grindstone Studios in Essex. Produziert wurde das Album von Scott Atkins, mit dem die Band bereits das Vorgängeralbum Plague of Conscience produzierte. Das Albumcover wurde vom Ungarn Péter Sallai gezeichnet. Für das Lied Hellblazer wurde ein Musikvideo gedreht, in dem die Schlangenfrau Pixie Le Knot zu sehen ist. Le Knot ist aus der TV-Serie Game of Thrones bekannt.
Die Inspiration für das Lied Cross of Babylon holte sich Sänger David Silver, als er Artikel über die Freimaurerei las. Iconocaust ist ein Kofferwort aus Iconoclast und Holocaust. Inhaltlich geht es in dem Lied um die Selbstverantwortung eines Menschen.

## Titelliste
| 1. Iconocaust – 6:15 2. Minority of One – 4:18 3. Cross of Babylon – 4:51 4. Hellblazer – 3:59 5. Live as One Already Dead – 5:39 | 1. The Fateful Dark – 6:27 2. Zero Hour – 3:33 3. Hammered Down – 4:11 4. Scavengers of Mercy – 5:04 5. The Cursed Earth – 4:48 |

Die limitierte Version des Albums enthält drei Coverversionen als Bonustitel. Dabei handelt es sich um Be Quick of Be Dead von Iron Maiden, Lightning to the Nations von Diamond Head und Killers von Motörhead. Die Version wurde über den Onlineshop von Earache Records sowie über iTunes veröffentlicht.

## Rezeption
The Fateful Dark „begeisterte“ Frank Albrecht vom deutschen Magazin Rock Hard „mit einem Feuerwerk an großartigen Riffs, erstklassigen Harmonien und zahllosen atemberaubenden Gitarrensolo-Duellen“. Außerdem hob er die „starken, einprägsamen Refrains“ und die Variabilität zwischen Hochtempo-Thrash und klassischem Heavy Metal hervor, wofür er neun von zehn Punkten vergab. Laut Marc Halupczok vom deutschen Magazin Metal Hammer zeigen sich Savage Messiah auf The Fateful Dark „heavy und eingängig wie Annihilator zu ihren besten Tagen“. Für das „bockstarke Album“ vergab Halupczok sechs von sieben Punkten.